# Núcleo interpeduncular
El núcleo interpeduncular (IPN) es un grupo de neuronas singular y de forma ovoide, situado en la base del tegmentum mesencefálico, debajo de la fosa interpeduncular. Como su nombre indica, el núcleo interpeduncular se encuentra entre los pedúnculos cerebrales.

## Composición
El núcleo interpeduncular es principalmente GABAérgico y contiene al menos dos agrupaciones neuronales con diferentes morfologías. La región se divide en 7 subnúcleos. La presencia de subdivisiones no homólogas fue descrita por primera vez por Ramón y Cajal hace 100 años. La anotación de estas subdivisiones que es mayormente reconocida actualmente fue establecida por Hammil & Lenn en 1984 al combinar el trabajo de cuatro grupos de investigación. Aunque la mayor parte de sus propuestas se mantuvieron sin cambios, el subnúcleo “rostral lateral” fue renombrado como “dorsomedial”, quedando inmortalizado en posteriores atlas del cerebro.

### Subdivisiones
- Subnúcleo apical:

Subnúcleo singular. Entre sus anteriores nombres se incluyen: “caudal dorsal”, “dorsal” y “pars dorsalis magnocellularis”.
- Subnúcleo central:

Subnúcleo par.
- Subnúcleo dorsolateral:

Subnúcleo par.
- Subnúcleo dorsomedial:

Subnúcleo par. Entre sus anteriores nombres se incluyen: “rostral lateral” y “intersticial”.
- Subnúcleo intermedio:

Subnúcleo par. Entre sus anteriores nombres se incluyen: “caudal intermedio”, “posterior interno” y “pars medianus”.
- Subnúcleo lateral:

Subnúcleo par. Entre sus anteriores nombres se incluyen: “caudal lateral”, “paramediano” y “pars lateralis”.
- Subnúcleo rostral:

Subnúcleo singular. Entre sus anteriores nombres se incluyen: “central” y “pars dorsalis”.

## Vías aferentes
La principal vía aferente del núcleo interpeduncular llega de la habénula media vía el fascículo retroflejo. Esta ruta aporta al núcleo varios neurotransmisores excitatorios como la Acetilcolina y la Sustancia P. Otras regiones cerebrales que proyectan aferencias al núcleo interpeduncular son: la banda diagonal, el tegmentum dorsal, los núcleos del Rafe, la sustancia gris periaqueductal y el Locus coeruleus.

## Vías eferentes
Las principales eferencias son de carácter inhibitorio y proyectan hacia el área tegmental dorsal, la sustancia gris periaqueductal y también los núcleos del Rafe. Adicionalmente: el núcleo mediodorsal del tálamo, la habénula lateral, los núcleos septales, los núcleos mamilares anteriores, la banda diagonal, el área preóptica, el área tegmental ventral y, en algunas especies, el hipotálamo dorsal y/o lateral.

## Función
Se cree que el núcleo interpeduncular tiene efectos inhibitorios generales sobre otras regiones cerebrales. Se le ha relacionado con el descenso en la liberación de dopamina. También está implicado en la regulación del sueño de movimientos oculares rápidos. Se ha comprobado que la activación de los subnúcleos del núcleo interpeduncular productores de GAD2 causa efectos similares a los de la privación de nicotina, sugiriendo que una disfunción de esta región puede ser un factor activado en este estado.